# Cheng Yin Tang
Cheng Yin Tang (真音堂, waar-geluid-hal) is een boeddhistische tempel in Amsterdam van de True Buddha School. De tempel bevat een altaar van vele boeddha's en bodhisattva's en een altaar van Ksitigarbha met aan de wanden van dat altaar de namen van overleden familieleden.